# Matsudaira Norinaga
Matsudaira Norinaga est un nom japonais traditionnel ; le nom de famille (ou le nom d'école), Matsudaira , précède donc le prénom (ou le nom d'artiste).
Matsudaira Norinaga (松平 乗寿, 26 février 1600-19 mars 1654) est un daimyō du début de l'époque d'Edo du Japon. Il est le deuxième chef du clan Ogyū-Matsudaira.

## Biographie
Matsudaira Norinaga est le fils ainé de Matsudaira Ienori, samouraï de l'époque Sengoku et daimyō du domaine d'Iwamura dans la province de Mino au début du shogunat Tokugawa. À la mort de son père en 1614, il est confirmé comme chef du clan Ogyū-Matsdaira clan et, la même année, accompagne les forces du shogun Tokugawa Hidetada au siège d'Osaka. En 1634, il est transféré au domaine de Hamamatsu dans la province de Tōtōmi accompagné d'une augmentation de revenus de 20 000 à 36 000 koku.
En 1642, Matsudaira Norinaga est promu au poste de rōjū sous le shogun Tokugawa Iemitsu. En 1644, il est transféré au domaine de Tatebayashi dans la province de Kōzuke avec une augmentation de revenus de 60 000 koku, domaine qu'il dirige jusqu'à sa mort en 1654.
Matsudaira Norinaga est marié à la fille de Mizuno Tadayoshi, daimyō du domaine de Yoshida dans la province de Mikawa.